# Brossel A93 DAR
Le Brossel A93 DAR est un châssis d'autobus produit par Brossel et carrossé par divers constructeurs.

## Caractéristiques

### Dimensions
- Empattement : 6 000 mm ;
- Portes : simple à l'avant ; simple au milieu.

Carrosserie réalisée par Jonckheere, Ragheno, Van Hool et les ateliers SNCV d'Hasselt.

### Motorisation
Diesel Leyland O600 longitudinal au centre dans le porte-à-faux arrière associé à un coupleur hydraulique et une boite de vitesses à quatre rapports.

## Production
| Illustration                             | Réseau - Compagnie                  | Carrosserie                              | Nombre    | Numéros   | Livraison |
| ---------------------------------------- | ----------------------------------- | ---------------------------------------- | --------- | --------- | --------- |
|                                          | SNCV                                | Atelier SNCV d'Hasselt (SNCV Standard 1) | 2         | 1037-1038 | 1954      |
| Jonckheere (SNCV Standard 1)             | SNCV                                | 25                                       | 1054-1078 | 1954      |           |
| Ragheno (SNCV Standard 1)                | SNCV                                | 25                                       | 1079-1103 | 1954-1955 |           |
| Jonckheere (SNCV Standard 1)             | SNCV                                | 20                                       | 1119-1138 | 1954-1955 |           |
| Ragheno (SNCV Standard 1)                | SNCV                                | 30                                       | 1154-1183 | 1955      |           |
| Atelier SNCV d'Hasselt (SNCV Standard 1) | SNCV                                | 15                                       | 1104-1118 | 1955      |           |
| Jonckheere (SNCV Standard 1)             | SNCV                                | 53                                       | 1184-1236 | 1955      |           |
| Jonckheere (SNCV Standard 1)             | SNCV                                | 4                                        | 1389-1392 | 1955      |           |
| Atelier SNCV d'Hasselt (SNCV Standard 1) | SNCV                                | 25                                       | 1287-1311 | 1955-1956 |           |
| Ragheno (SNCV Standard 1)                | SNCV                                | 50                                       | 1237-1286 | 1955-1956 |           |
| Ragheno (SNCV Standard 1)                | SNCV                                | 50                                       | 1393-1442 | 1956      |           |
| Jonckheere (SNCV Standard 1)             | SNCV                                | 50                                       | 1443-1492 | 1956      |           |
| Atelier SNCV d'Hasselt (SNCV Standard 1) | SNCV                                | 10                                       | 1379-1388 | 1956-1957 |           |
| Jonckheere (SNCV Standard 1)             | SNCV                                | 40                                       | 1534-1573 | 1957      |           |
| Ragheno (SNCV Standard 1)                | SNCV                                | 30                                       | 1574-1613 | 1957      |           |
| Atelier SNCV d'Hasselt (SNCV Standard 1) | SNCV                                | 10                                       | 1493-1502 | 1957-1958 |           |
| Atelier SNCV d'Hasselt (SNCV Standard 1) | SNCV                                | 20                                       | 1614-1633 | 1957-1958 |           |
|                                          | Service d'autobus de la SNCB - SNCB | Van Hool Cityliner                       | 16        | 8051-8066 | 1954      |